# Westeregeln
Westeregeln – dzielnica gminy Börde-Hakel w Niemczech, w kraju związkowym Saksonia-Anhalt, w powiecie Salzland. Leży ok. 30 km na południowy zachód od Magdeburga.
Do 31 grudnia 2009 była to oddzielna gmina będąca częścią wspólnoty administracyjnej Egelner Mulde.